# Huhtisaari (ö i Jämsä, Päijänne, Saviselkä)
Huhtisaari är en ö i Finland. Den ligger i mellersta delen av sjön Päijänne och i kommunen Jämsä i den ekonomiska regionen  Jämsä  och landskapet Mellersta Finland, i den södra delen av landet, 180 km norr om huvudstaden Helsingfors. Öns area är 18,1 hektar och dess största längd är 0,7 kilometer i sydöst-nordvästlig riktning.